# PDV (motorfiets)
PDV is een historisch merk van motorfietsen.
De bedrijfsnaam was: Power-Dyne Vehicles Inc, Lincoln (Nebraska). 
Amerikaans merk (anno 1973) dat hoofdzakelijkj cross- en baanmachines produceerde met eigen 248- en 358 cc tweetaktblokken. Deze werden verkocht onder de merknamen PDV en Gringo.